# Hühnerbachtal
Das Hühnerbachtal liegt auf dem Gebiet der Stadt Haan im Kreis Mettmann in Nordrhein-Westfalen um den Hühnerbach.
Das Gebiet mit der Kennung ME-042 grenzt an den nördlichen Ortsrand von Haan, erstreckt sich zwischen der Eisenbahnlinie (Wuppertal – Solingen) im Osten bis zur 1700 m weiter westlich gelegenen Kreisstraße 16 (Flurstraße). Etwas weiter nördlich verläuft die Autobahn A46 mit der Autobahnauffahrt Haan/West in direkter Nähe zum Naturschutzgebiet. Südlich, nur durch die Kreisstraße K 16 getrennt, grenzt das etwa 12 ha große Naturschutzgebiet Spörkelnbruch (Haan) (Kennung ME-013) und daran das 9 ha große Naturschutzgebiet  Spörkelnbruch (Hilden) (Kennung ME-055) an.

## Beschreibung
Das Naturschutzgebiet, das stark eingesenkt in der Landschaft in Ost-West-Richtung verläuft,

„hat heute einen naturnahen Waldcharakter. Der Hühnerbach zeigt hier ein weitgehend natürlich mäandrierendes Bachbett.
Die zumeist feuchte Talsohle wird geprägt durch flächige, den Hühnerbach begleitende Auwälder, einigen offen gehaltenen Nassgrünland-Parzellen mit Röhrichten und kleinen Großseggenriedern, stark verbuschten sonstigen Grünlandbrachen und wenigen Kleingewässern. Die Erlenwälder gehen an den Rändern teils in Quellwälder über, im zentralen Bereich besteht auch ein von Hybridpappel geprägter Bestand. Nahe dem westlichen Gebietszugang findet sich eine durch (kürzliche?) Intensivierung einer Glatthaferwiese entstandene Weidelgras-Wiese, an dessen Nordrand sich noch eine kleine seggenreiche Feuchtbrache findet. In diesem Umfeld wurde bei früheren Untersuchungen die Herbstzeitlose registriert.
Ein aufgelassener und teilbeschatteter Fischteich im Westen ist jetzt naturnah durch Röhricht- und Wasserlinsendecken geprägt und dient im Frühjahr als wichtiges Amphibien-Laichgewässer. Weiter östlich folgt mitten in der Aue ein an die Besiedlung anschließendes Gartengelände mit weiteren gefassten Kleingewässern, die mit florenfremden Arten und Fischen besetzt sind.
Buchen- und Eichenmischbestände dominieren auf den recht steilen Talrandkanten. Diese naturnah wirkenden Wälder werden oft durch Altholz, ein frequentes Vorkommen der Stechpalme (Ilex) und eine recht artenarme und lückige Krautschicht bestimmt. Als Folge älterer Brachen oder ungeregelter Waldnutzungsformen kommt an wenigen randlich gelegenen Flächen die Birke, oft zusammen mit der Stiel-Eiche, zur Dominanz.
Das nördliche, zum Weiler "Vogelsang" führende Bachtal ist gewässerbaulich stärker überprägt, besonders durch Reste früherer Teichanlagen. Daneben fallen hier Dominanzbestände von Neophyten (Japanischer Staudenknöterich) zusammen mit angepflanztem Bambus (Fargesia spec), sowie einer Robinienhecke negativ auf.
Ein weiteres Nebental ohne Fließgewässer mit einer am Nordrand gelegenen Obstwiesenbrache öffnet sich nahe der Bahnlinie nach Norden.
Das Gebiet weist ein regional bedeutendes Biotopmosaik naturnaher Biotope um den Hühnerbach auf. Es ist ferner ein wichtiges Element der lokalen West-Ost-Biotopvernetzung. Ziel der weiteren Entwicklung ist die Sicherstellung einer naturnahen Entwicklung bei Zurückdrängung florenfremder Arten und einer extensiven Pflege eingestreuter Feuchtgrünlandflächen.“

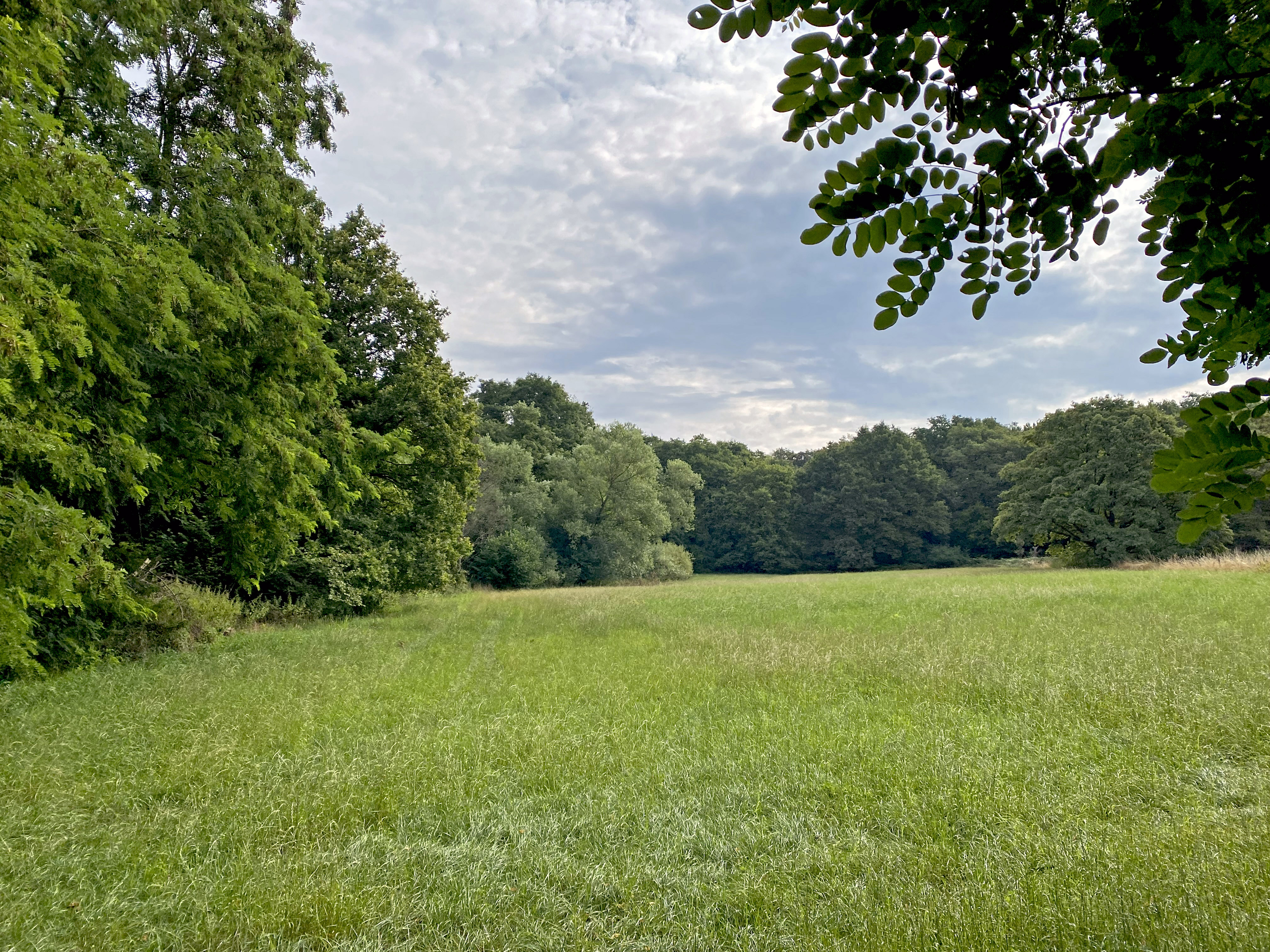
Große Wiese am westl. Zugang zum NSG
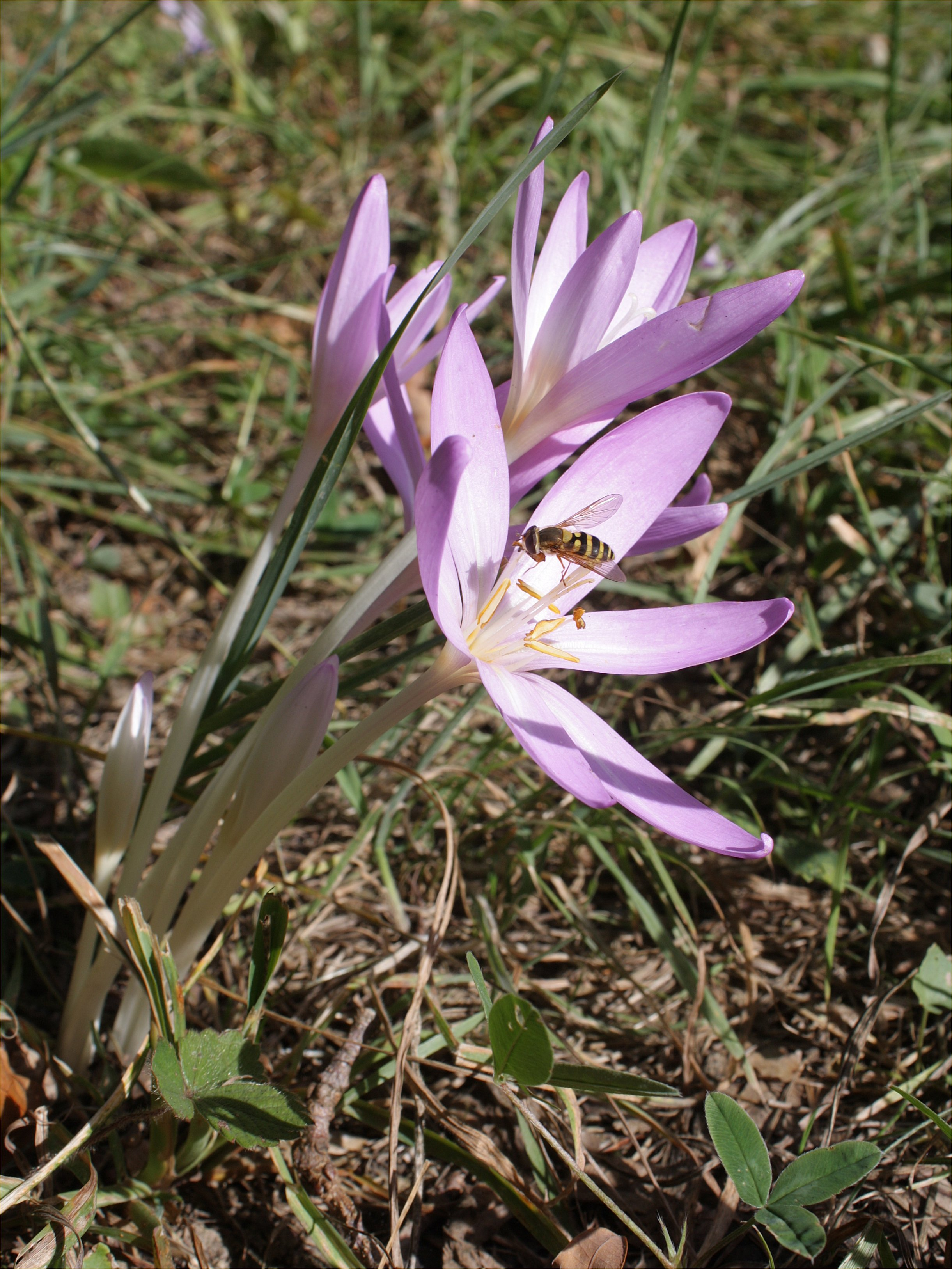
Auf feuchter Wiese heimisch: Herbstzeitlose
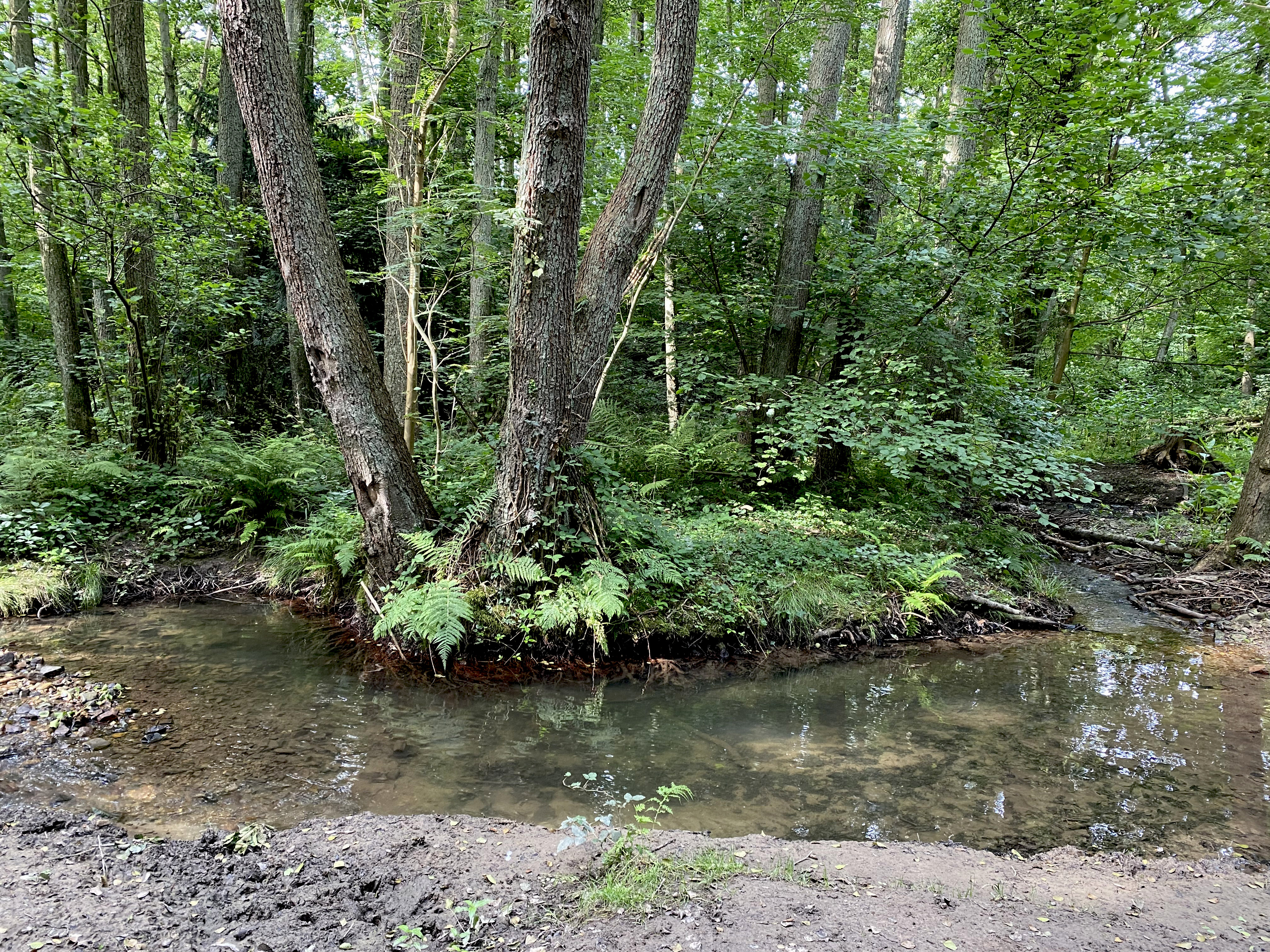
Hühnerbach im Erlenauwald
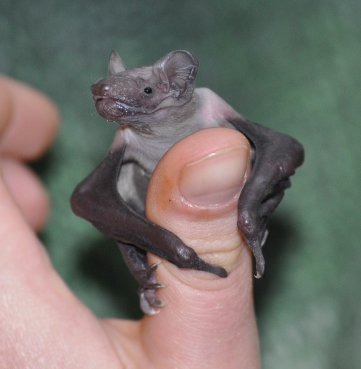
Abendsegler – Jungtier (Nyctalus noctula)
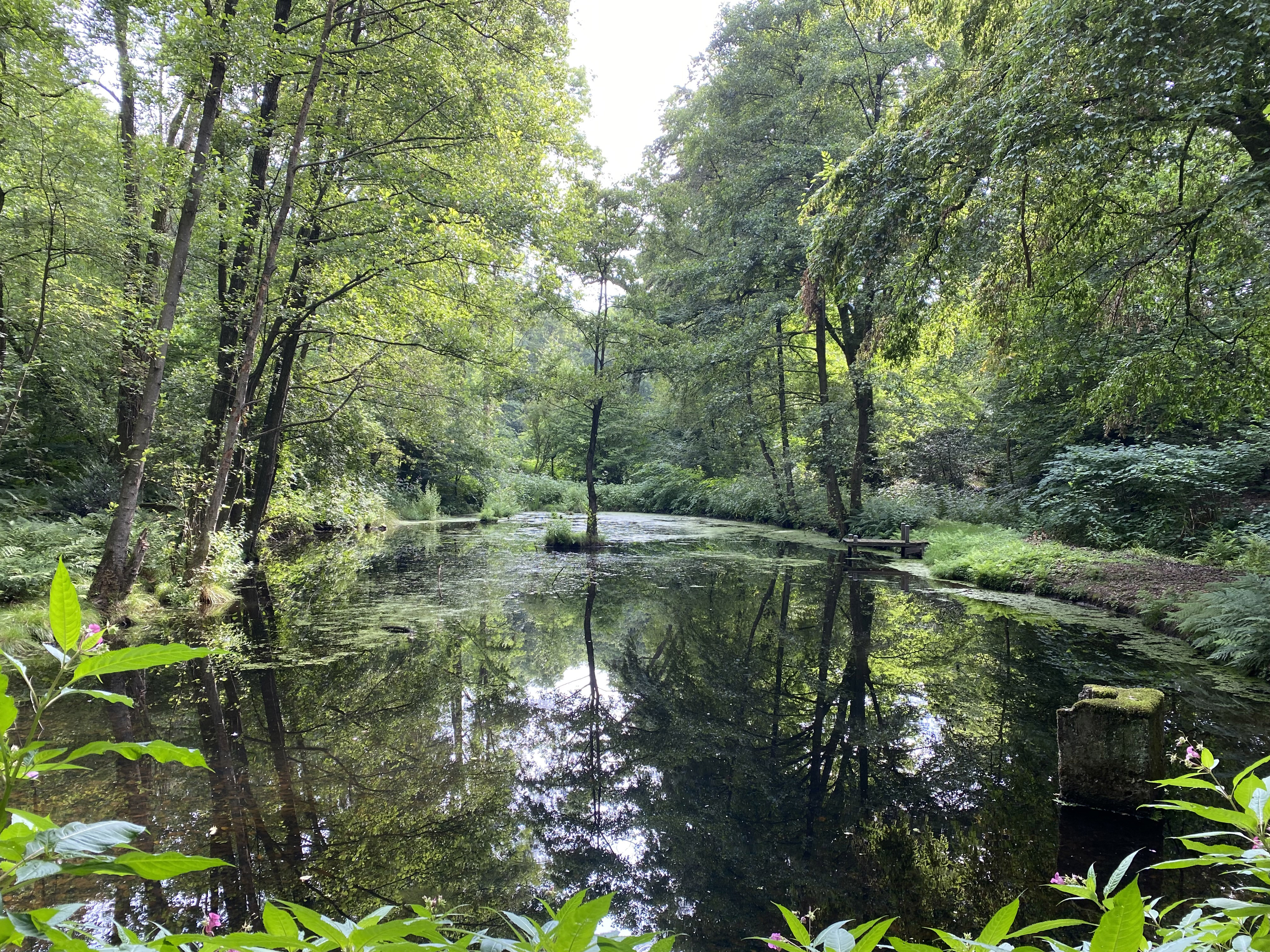
Teich im mittleren Hühnerbachtal
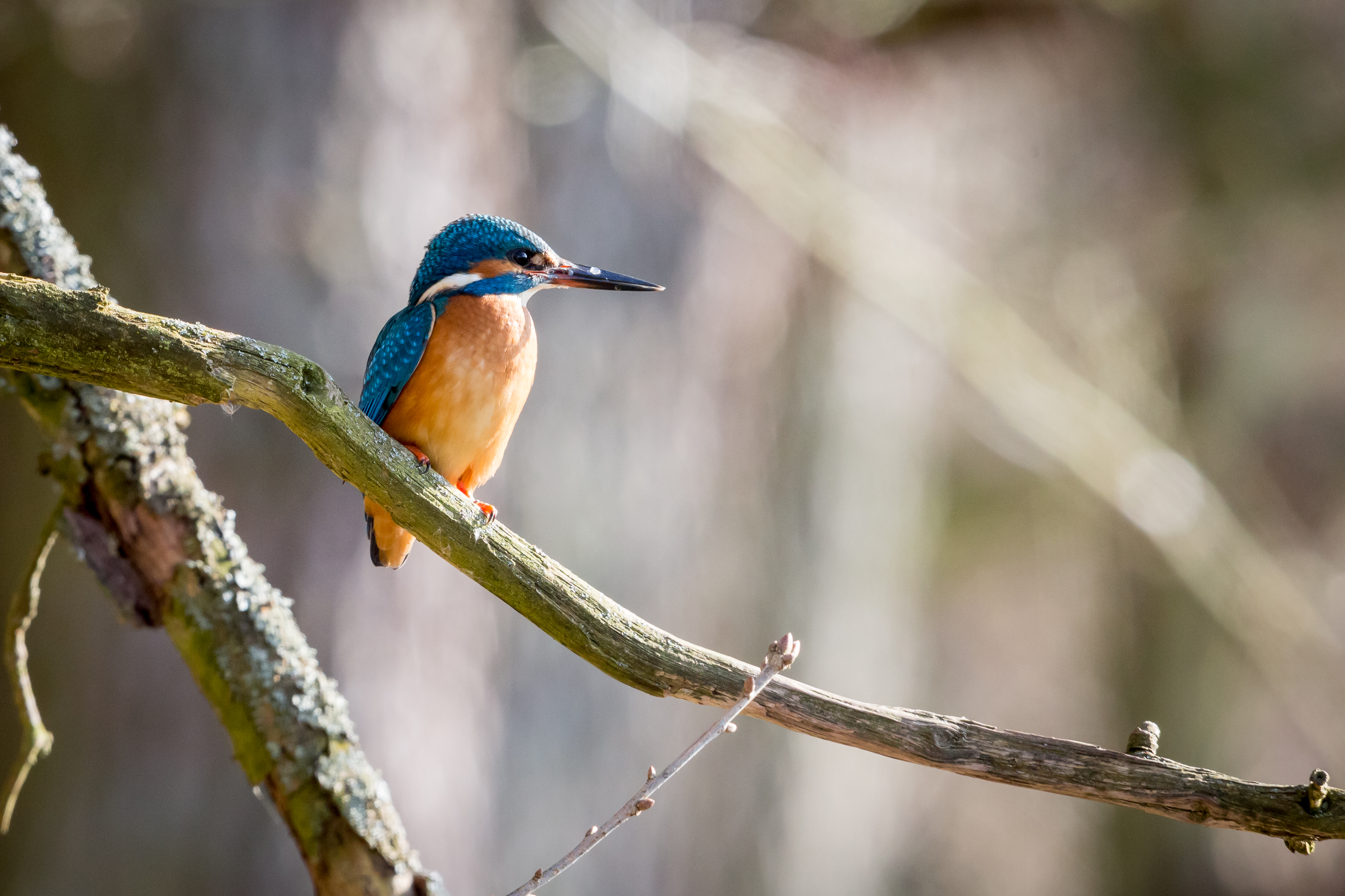
Eisvogel (Alcedo atthis)
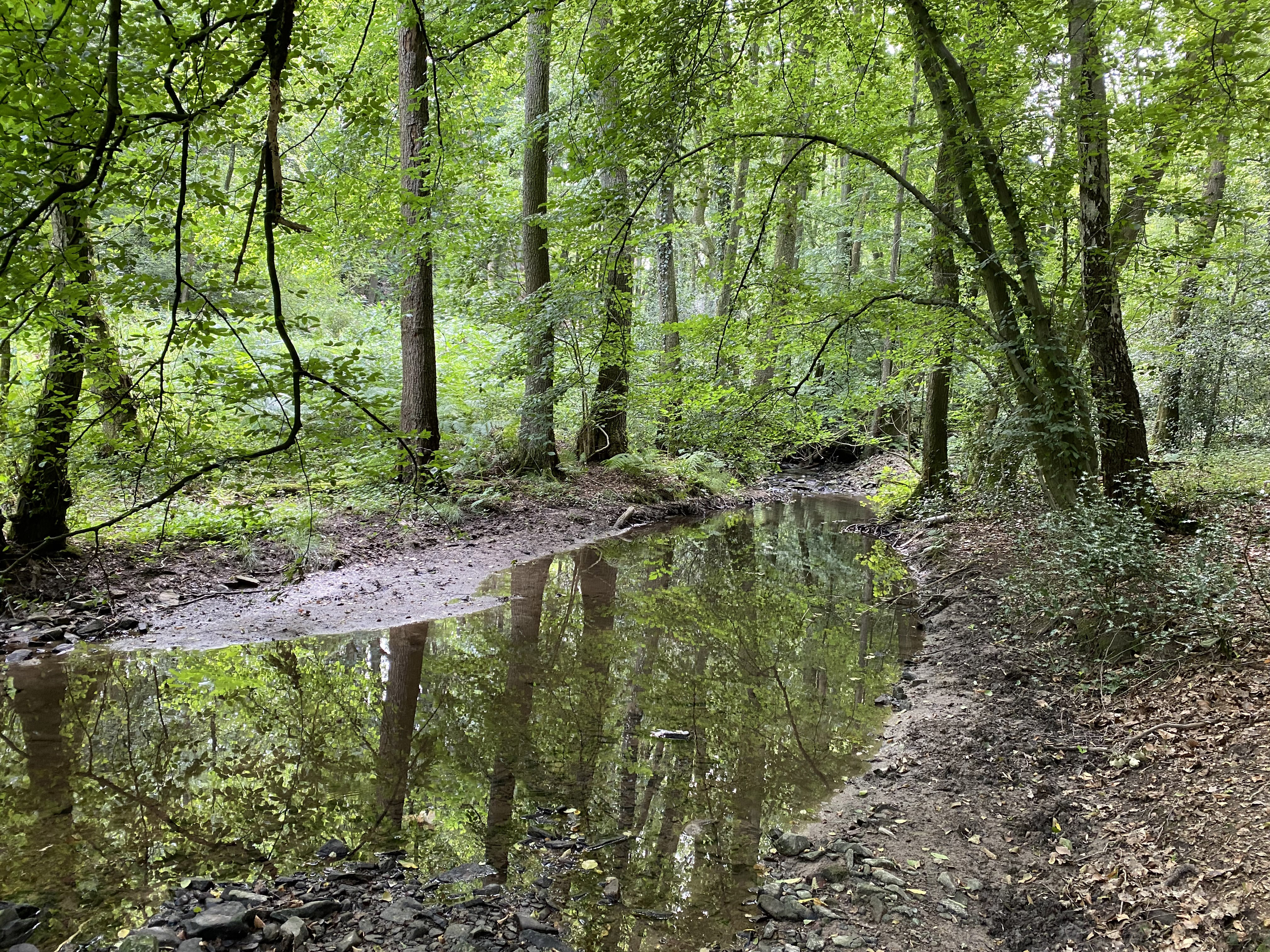
Steinges Bachbett des Hühnerbaches
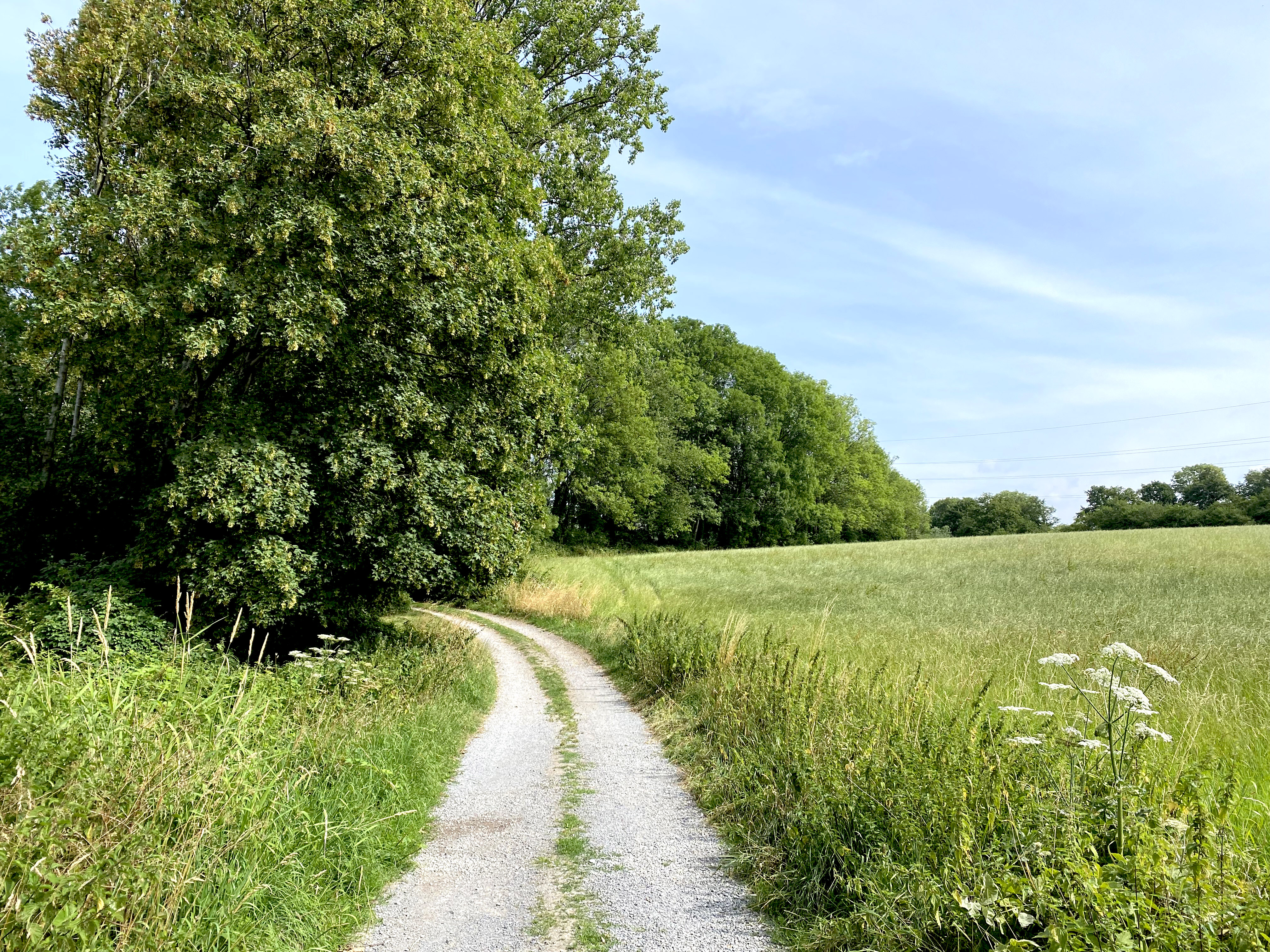
Weg am östl. Rand des NSG nach Unten-Klophausen
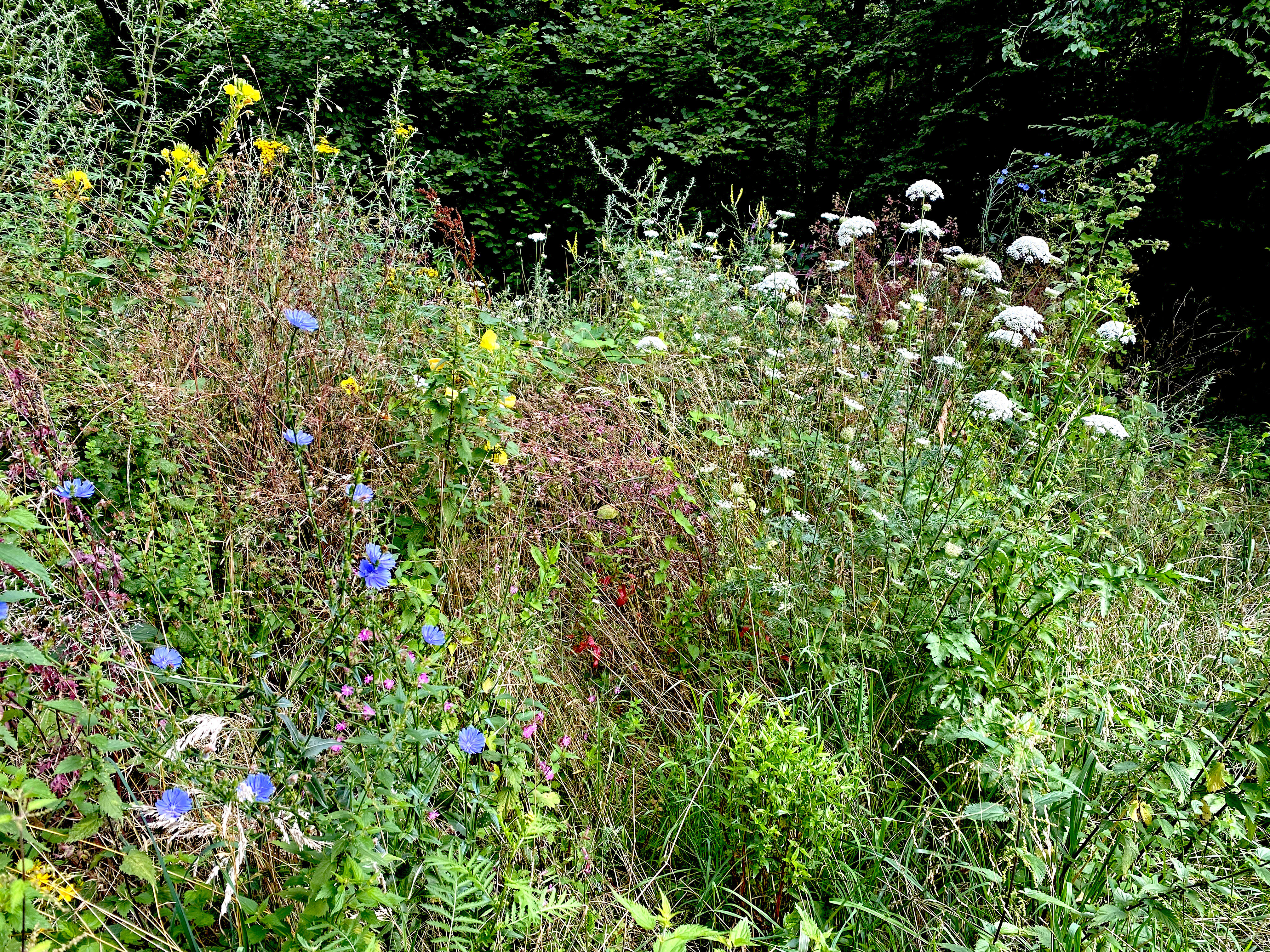
Blütenreichtum am Weg ins NSG
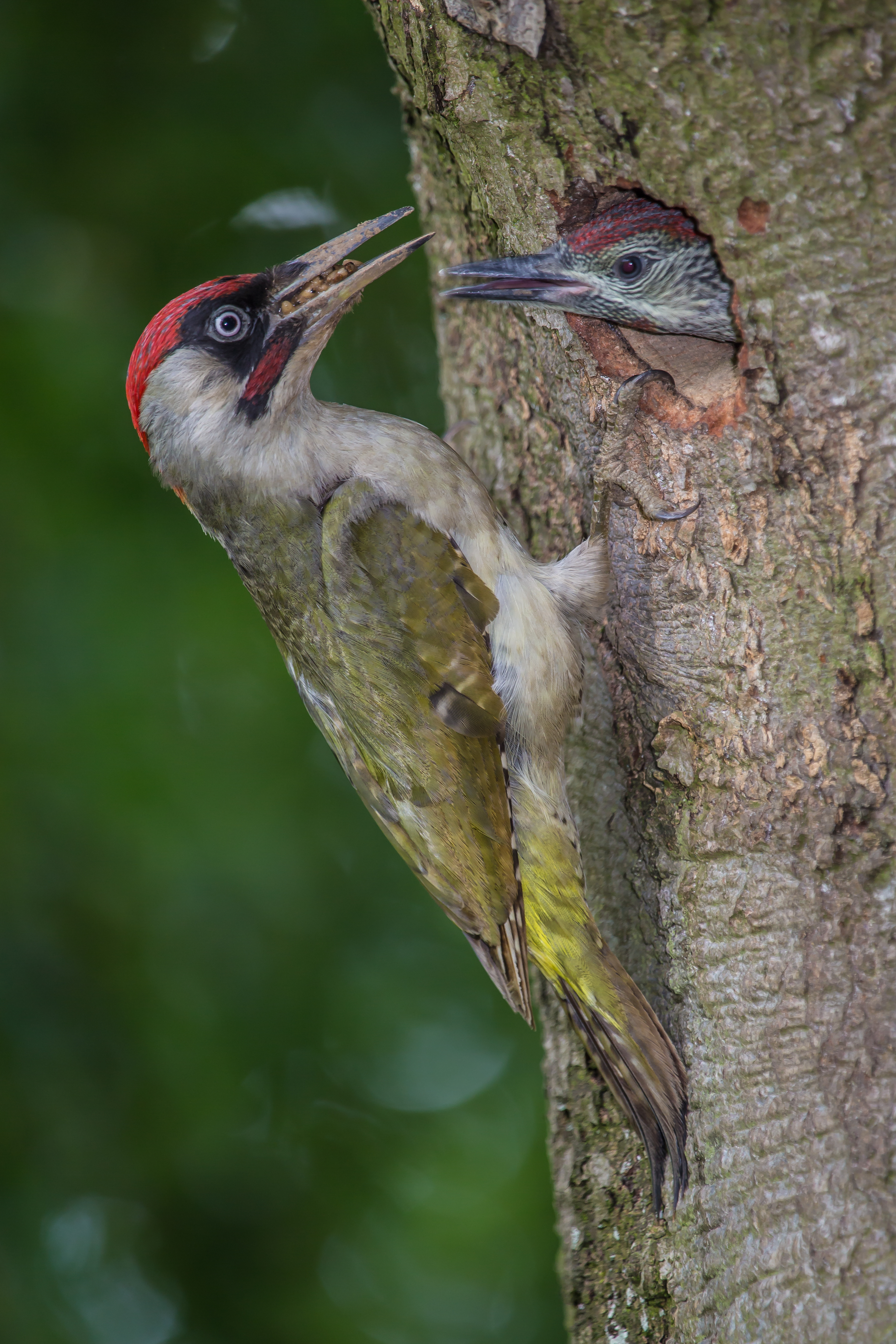
Totholz – wichtig für den Grünspecht (Picus viridis)
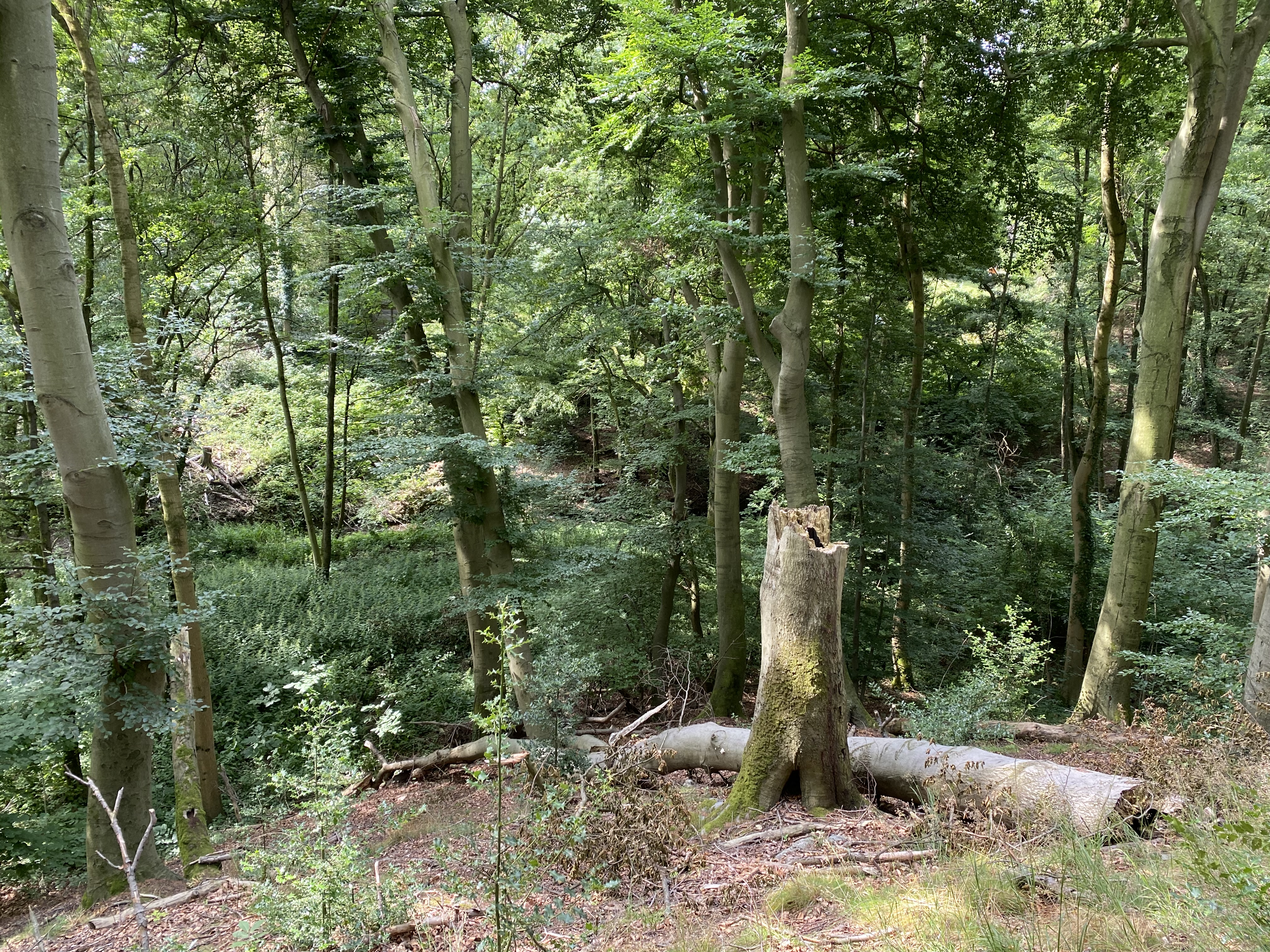
Steiler Nordhang des NSG mit Totholz
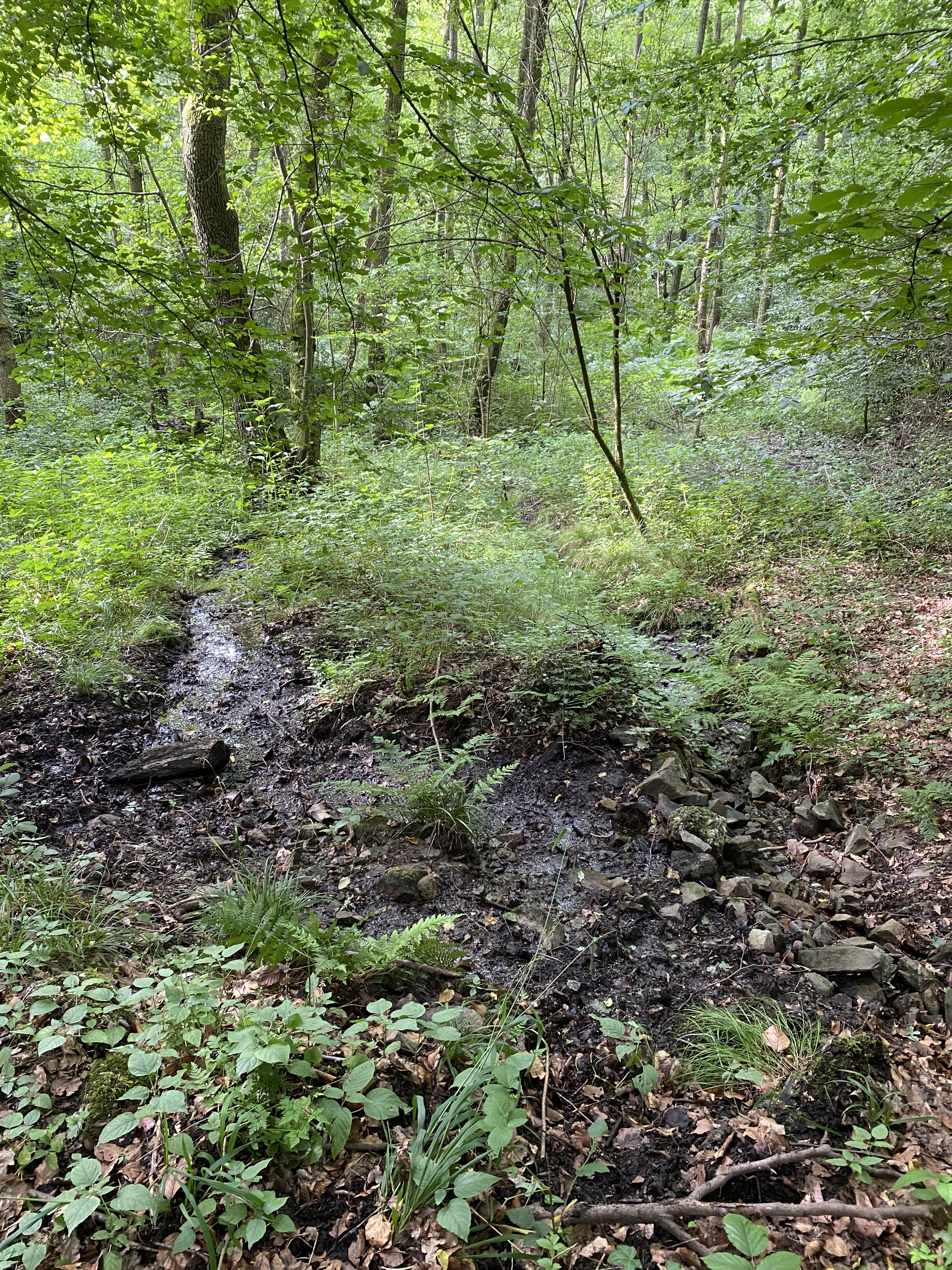
Quellaustritt im Nordhang des NSG